# Severjaner

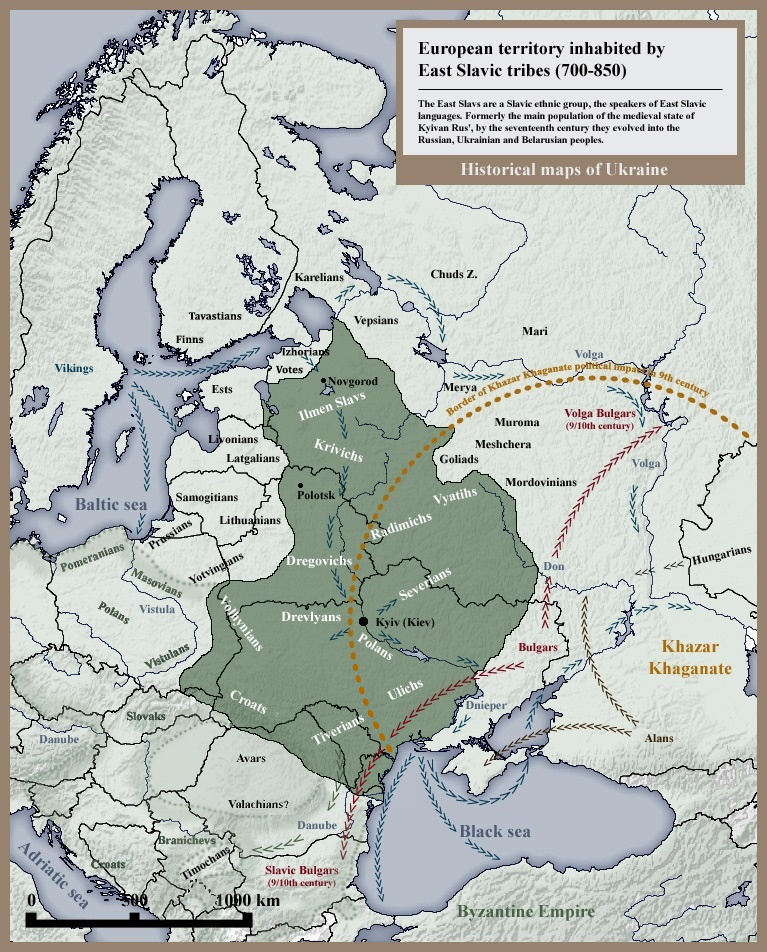
Östslaver (8 ct)

Severjaner var namnet på ett östslaviskt folkslag fram till 1100-talet. Namnet för den etniska gruppen lever kvar i landskapsnamnet Severien samt i namnet på en gammal rysk/ukrainsk stad, respektive furstendöme.
Severjanska krigare deltog i de tidiga rusiska/skandinaviska furstarnas krigskampanjer mot Bysans, khazarerna och andra fiender under samtiden. Till exempel deltog severjaner på furst Oleg sida när han förde krig och belägrade Konstantinopel år 907. Senare under 1000-talet deltog severjanerna på alla sidor i de kievryska furstarnas interna strider.

## Källa
- Severien, Svensk uppslagsbok, 1955.